# カタジナ・ベネルスカ
カタジナ・べネルスカ（Katarzyna Wenerska、1993年3月9日 - ）は、ポーランドの女子バレーボール選手。ポーランド代表。

## 来歴

### クラブチーム
シフィエチェ出身。2013年、Joker Świecieへ入団し4年間プレーした。2017/18シーズンはKS Pałac Bydgoszczでプレーした。2018/19シーズンから再びJoker Świecieへ移籍し、2020/21シーズンは1部リーグ昇格した。2021/22シーズンからはKS Developres Rzeszówへ加入し、2021/22と2022/23シーズンはともにポーランドリーグ準優勝、ポーランドカップ優勝、欧州チャンピオンズリーグでベスト8を果たした。

### 代表チーム
2021年、シニアのポーランド代表に初選出され、同年のネーションズリーグでデビュー。同年9月の欧州選手権で5位となった。2022年、地元開催された世界選手権に出場し7位となった。2023年、ネーションズリーグで銅メダルを獲得した。

## 球歴
- 世界選手権 - 2022年
- 欧州選手権 - 2021年
- ネーションズリーグ - 2021年、2022年、2023年

## 所属クラブ
- Joker Świecie（2013-2017年）
- KS Pałac Bydgoszcz（2017-2018年）
- Joker Świecie（2018-2021年）
- KSディヴェロプレス・ジェシュフ（2021年-）